# Ейс Аткинс
Ейс Аткинс (на английски: Ace Atkins) е американски журналист и писател на произведения в жанра трилър и криминален роман.

## Биография и творчество
Уилям Ейс Аткинс е роден на 28 юни 1970 г. в Трой, Алабама, САЩ. Учи сценаристика с футболна стипендия за колеж в университета в Обърн, който завършва през 1994 г. Участва в отбора по американски футбол на университета през 1992 и 1993 г. След дипломирането си работи като криминален репортер в „The Tampa Tribune“. Там получава номинация за награда „Пулицър“ за серията си статии, базирани на собственото му разследване на забравено убийство от 50-те години на ХХ век (по-късно станало основа за романа му „White Shadow“).
Първият му роман „Crossroad Blues“ (Крътопътят на блуса) от поредицата „Загадките на Ник Травърс“ е издаден през 1998 г. След него напуска работата си и се посвещава на писателската си кариера.
За произведенията си писателят ползва опита си като репортер или актуални случаи от криминалната хроника, на фона на местата, където е живял.
През 2011 г. е избран от наследниците на писателя Робърт Б. Паркър да напише продължение на емблематичната му поредица „Детектив Спенсър“.
За кратко преподава журналистика в университета на Мисисипи.
Ейс Аткинс живее със семейството си в историческа ферма край Оксфорд, Мисисипи.

## Произведения

### Самостоятелни романи
- White Shadow (2006)
- Wicked City (2008)
- Devil's Garden (2009)
- Infamous (2010)

### Серия „Загадките на Ник Травърс“ (Nick Travers Mystery)
1. Crossroad Blues (1998)
2. Leavin' Trunk Blues (2000)
3. The Dark End of the Street (2002)
4. Dirty South (2004)

- Last Fair Deal Gone Down (2012)

### Серия „Куит Колсън“ (Quinn Colson)
1. The Ranger (2011)
2. The Lost Ones (2012)
3. The Broken Places (2013)
4. The Forsaken (2014)
5. The Redeemers (2015)
6. The Innocents (2016)
7. The Fallen (2017)
8. The Sinners (2018)
9. The Shameless (2019)
10. The Revelators (2020)

### Серия „Детектив Спенсър“ (Spenser)
продължение на оригиналната серия на Робърт Б. Паркър
41. Lullaby (2012)
Приспивна песен, изд.: ИК „Обсидиан“, София (2012), прев. Веселин Лаптев
42. Wonderland (2013)
Хазарт, изд.: ИК „Обсидиан“, София (2013), прев. Веселин Лаптев
43. Cheap Shot (2014)
44. Kickback (2015)
45. Slow Burn (2016)
46. Little White Lies (2017)
47. Old Black Magic (2018)
48. Angel Eyes (2019)

### Екранизации
- 2020 Wonderland